# Kanapoi
Koordinaten: 2° 19′ 0″ N, 36° 4′ 0″ O
Kanapoi ist eine paläontologische und paläoanthropologische Fundstätte aus dem frühen Pleistozän und dem späten Pliozän im Nordwesten von Kenia. Sie liegt bei 36° 04' Ost, 2° 19' Nord am südlichen Ende des Turkanasees und wurde erstmals im November 1966 von Bryan Patterson wissenschaftlich beschrieben. Kanapoi ist u. a. der Fundort der Holotypen von Australopithecus anamensis und von Nanopithecus aus der Verwandtschaft der Meerkatzenartigen sowie von fossilen Elefanten und Katzen.

## Funde
Seit 1963 erforschten Forscher des Museums für vergleichende Zoologie der Harvard University im Umkreis des Turkanasees die dort an der Oberfläche frei zugänglichen miozänen Lagerstätten. 1965 bemerkten die Wissenschaftler rund 60 km westlich und 15 km südlich des Teleki-Kraters bis dahin unbeachtet gebliebene Fossilien sowie Steinwerkzeuge im Trockental des Flusses „Kanapoi“ (eigentlich: Kanapunyi), der in den Fluss Kakuryo mündet. Der gegenwärtige Fluss hatte einen fossilen, flachen See durchschnitten, in dem sich die Funde angereichert hatten.
Unter den 1965 von der Oberfläche aufgelesenen Fossilien befand sich u. a. ein als hominoid (menschenartig) erkanntes Bruchstück des unteren Endes von einem linken Oberarmknochen (Sammlungsnummer: KNM-KP 271). Bryan Patterson beschrieb diesen Fund 1967 in der Fachzeitschrift Science als wahrscheinlich zur Gattung Australopithecus gehörig, ordnete ihn jedoch keiner bestimmten Art zu. Dieses Fossil wurde 1995 zusammen mit weiteren, in den folgenden Jahren entdeckten Fossilien aus den Fundstätten Kanapoi und Allia Bay der neu eingeführten Art Australopithecus anamensis zugeordnet.
Weitere Oberflächenfunde waren zumeist Überreste von relativ großen Tieren, darunter Fossilien von Rüsseltieren (Anancus und Deinotherium), Nashörnern, Giraffen, Pferden, diversen Hornträgern und Schweinen, Stachelschweinen, Streifenhyänen und Krokodilen.

## Datierung
Eine Kalium-Argon-Datierung ergab 1966 ein Alter von 2,9 ± 0,3 Millionen Jahre. Diese Datierung der fossilen Fauna wurde jedoch bereits 1970 von Bryan Patterson infrage gestellt, da andere Datierungen ein weit höheres Alter ergaben, das zudem mit der vermuteten Entwicklungsgeschichte einzelner fossiler Tiergattungen besser in Einklang zu stehen schien. Demnach waren die Funde von Kanapoi 4 bis 4,5 Millionen Jahre alt.
Erst dem australischen Geochronologe und Experten für die Kalium-Argon-Datierung, Ian McDougall, gelang ab den späten 1970er-Jahren die gesicherte radiometrische Datierung von diversen Gesteinsschichten im Gebiet des Turkana-Beckens. Möglich wurde dies vor allem durch den Umstand, dass es über die gesamte Höhe der Ablagerungen hinweg wiederholt schmale Ablagerungen von vulkanischer Asche gibt, die besonders sicher datiert werden kann. Zudem verhinderten relativ harte vulkanische Ablagerungen eine rasche Erosion der Fundstätte und der in sie eingebetteten Fossilien. Heute wird den Schichten von Kanapoi ein Alter von 4,2 bis 3,4 Millionen Jahre zugeschrieben, wobei die homininen Fossilien 4,17 ± 0,03 bis 4,07 ± 0,02 Millionen Jahre alt sind.

## Belege
1. ↑  Bryan Patterson: A New Locality for Early Pleistocene Fossils in North-Western Kenya. In: Science. Band 212, 1966, S. 577–578, doi:10.1038/212577a0.
2. ↑  Mary Leakey: Primitive Artefacts from Kanapoi Valley. In: Nature. Band 212, 1966, S. 579–581, doi:10.1038/212579a0.
3. ↑  Bryan Patterson und William W. Howells: Hominid Humeral Fragment from Early Pleistocene of Northwestern Kenya. In: Science. Band 156, Nr. 3771, 1967, S. 64–66, doi:10.1126/science.156.3771.64
4. ↑  Bryan Patterson et al.: Geology and Fauna of a New Pliocene Locality in North-western Kenya. In: Nature. Band 226, 1970, S. 918–921, doi:10.1038/226918a0.
5. ↑  Jonathan G. Wynn: Paleosols, stable carbon isotopes, and paleoenvironmental interpretation of Kanapoi, Northern Kenya. In: Journal of Human Evolution. Band 39, Nr. 4, 2000, S. 411–432, doi:10.1006/jhev.2000.0431.
6. ↑  Eintrag Kanapoi in Bernard Wood (Hrsg.): Wiley-Blackwell Encyclopedia of Human Evolution. 2 Bände. Wiley-Blackwell, Chichester u. a. 2011, ISBN 978-1-4051-5510-6.